# Эламиты
Эламиты — народ, живший на территории Элама.

## История
Родство эламитов с соседними народами не установлено. До сих пор не обнаружено достоверное родство эламского языка с другими языками древности ни в словарном, ни в морфологическом отношениях. Нередко эламитов сближают с обитавшими на юге оз. Урмия племенами луллубеев на основании суффикса — «-b», который фигурирует в названии lullu-bi: суффикс — «-b» является показателем множественного числа в эламском языке. Возможно-, frro эламиты в этническом и языковом отношениях были  родственны с населением зоны оз. Урмия, известным под названием луллубеев, но убедительных доказательств в пользу этого  предположения наука ещё не имеет. Что касается родства племени — su,  обитавшего, вероятно, в горных районах Загроса и принявшего участие в разрушении III династии Ура (2005 г. до н. э.), то его обычно отождествляли с племенами субареев (subari) — обитателей севера Ассирии. Вероятно, племя su жило на широкой территории вплоть до зоны оз. Урмия, ибо в начале I тысячелетия до н. э. здесь  засвидетельствовано племя su-bi (-sumbi-sunbi), название которого оформлено суффиксом -bi. Возможно, что племена su, subari, sunbi являются родственными племенами, этнически близкими к  эламитам. Классифицировать эламитов этнографически представляет немалые трудности. Если больше углубляться в источники, тем больше приходится думать, что эламиты были абсолютно самобытными. Родства с другими народами до сих пор не удалось  установить. Все же эламиты, по-видимому, имели какие-то общие черты с граничащими на северо-востоке горными племенами луллубеев и так называемыми людьми su.